# Glen Cook
Glen Charles Cook (Nova Iorque, 9 de julho de 1944), é um escritor contemporâneo americano de ficção científica e fantasia, mais conhecido pela série The Black Company (A Companhia Negra, no Brasil). Possui uma vasta produção literária ainda inexplorada na língua portuguesa.

## Biografia
Cook nasceu na Cidade de Nova Iorque. Seu amor pela escrita começou na escola, ele escreveu artigos ocasionais para o jornal da escola. Após o ensino médio, ele passou um tempo na Marinha dos Estados Unidos e mais tarde se formou em psicologia na Universidade do Missouri. Cook começou a levar a sério, escrever, enquanto trabalhava para a General Motors em uma fábrica de montagem de carros, em um trabalho que era "difícil de aprender, mas não [envolvia] quase nenhum esforço mental".
Foi durante este tempo que ele escreveu suas obras. Hoje ele está aposentado de seu trabalho na GM, vivendo com sua esposa e filhos em St. Louis, Missouri. Apesar de agora ele poder se dedicar em tempo integral à sua carreira de escritor, ele sente que, na verdade, foi mais produtivo, enquanto ainda estava empregado em seu antigo trabalho.

## Literatura
A Companhia Negra, foi publicado originalmente em 1984. O livro virou uma vasta série (As Crônicas da Companhia Negra), que segue um exército mercenário. Em 2016, ela compreendia 10 romances publicados em três sub séries (1984-85, 1989-90, e 1996-2000. Ela ficou famosa, especialmente entre membros das forças armadas. Quando perguntado sobre a popularidade da série entre os soldados, Glen Cook respondeu: 
"Os personagens agem como as pessoas realmente se comportam. Não glorificam a guerra, são só pessoas fazendo seu trabalho. Os personagens são soldados reais, não são soldados como o povo que nunca serviu imagina. É por isso que os caras em serviço gostam."
Ele também é bem conhecido por sua série Garrett P. I., que trata das aventuras do detetive Garrett.

## Obras (Parcial)

### Série The Black Company (A Companhia Negra)

#### Livros do Norteː
1. The Black Company (1984) no Brasilː A companhia negra (Editora Record, 2012)
2. Shadows Linger (1984) no Brasilː Sombras Eternas (Editora Record, 2013)
3. The White Rose (1985) no Brasilː A Rosa Branca (Editora Record, 2014)

- 1.5 Port of Shadows (2018)

#### Barrowlands
- The Silver Spike (1989)

#### Books of the South
- Shadow Games (1989)
- Dreams of Steel (1990)

#### Books of the Glittering Stone
- Bleak Seasons (1996)
- She Is the Darkness (1997)
- Water Sleeps (1999)
- Soldiers Live (2000)

A série engloba ainda várias coleções e histórias curtas.

### Série Garrett P.I.
(14 romances, 1987-2013) A série de fantasia e mistério apresenta Garrett, um detetive particular freelancer, em um mundo onde a magia tem vez e os humanos coexistem com muitas outras espécies diferentes.

### SérieDread Empire
(8 romances, 1979-2012) Fantasia épica.

### SérieInstrumentalities of the Night
(4 Romances, 2005-2014) Fantasia épica.

### SérieStarfishers
(4 Romances, 1982) Ficção científica.

### SérieDarkwar
(3 Romances, 1985-1986)
Para a lista completa na wikipedia em inglêsː List of works by Glen Cook